# 先制的内戦戦略
先制的内戦戦略（せんせいてきないせんせんりゃく）とは、日本の新左翼の一派である革命的共産主義者同盟全国委員会（中核派）の1970年代以降の政治思想の一つで「現状の日本は、いわゆる革命前夜の状況下にあり、革命の起爆剤として各種武装闘争を展開する」というものである。

## 概要
1962年の分裂以来、中核派と革マル派は対立を続けていた。1970年8月、中核派活動家が革マル系学生をリンチ殺害するという事件を起こす（海老原事件）。この内ゲバ殺人について中核派指導部は沈黙し、革マル派は「同志海老原（被害者）の死に報いるには、殺人者集団ブクロ中核派のせん滅以外にはありえない」「彼らをひとり残さず殲滅し尽くす」と中核派せん滅宣言を出した。以後両者の間での暴力と殺人の応酬はエスカレートし、泥沼化した。中核派は現状を「革命と反革命の内戦の時代」と規定して、「内乱的死闘の70年代」のスローガンを掲げて武装闘争路線を進めた。
1971年、中核派は「警察＝革マル派」という「K＝K連合」説を唱え、「カクマルせん滅」の「全面戦争」を宣言した。更に1975年10月、中核派最高指導者の清水丈夫が「敵階級に対して一歩先んじた形で内戦陣形を組織していき、この中で武装闘争の実践的企て」をはかるとした「先制的内戦戦略」を打ち出し、それまで以上に内ゲバを激化させた。
1991年、中核派は「五月テーゼ」を発表し、当面は大衆闘争に重きを置くこととし、この先制的内戦戦略は事実上先送りされることとなった。